# Waltham St. Lawrence
Waltham St. Lawrence är en civil parish i Storbritannien.   Den ligger i kommunen Windsor and Maidenhead i riksdelen England, i den södra delen av landet, 50 km väster om huvudstaden London.